# Rada Główna Nauki i Szkolnictwa Wyższego
Rada Główna Nauki i Szkolnictwa Wyższego – organ przedstawicielski szkolnictwa wyższego, który współdziała z ministrem ds. nauki i szkolnictwa wyższego oraz z innymi organami władzy i administracji publicznej w ustalaniu polityki edukacyjnej państwa w zakresie szkolnictwa na poziomie wyższym.
Rada funkcjonuje na podstawie ustawy Prawo o szkolnictwie wyższym i nauce (Dz.U. z 2021 r. poz. 478) oraz ustawy Przepisy wprowadzające ustawę – Prawo o szkolnictwie wyższym i nauce (Dz.U. z 2018 r. poz. 1669).

## Skład
- 14 nauczycieli akademickich wybranych przez konferencje spośród kandydatów wybranych przez uczelnie, z podziałem tej liczby pomiędzy konferencje proporcjonalnie do łącznej liczby studentów studiujących w uczelniach członkowskich każdej z tych konferencji
- 3 przedstawicieli PAN wybranych przez Prezydium Polskiej Akademii Nauk
- 1 przedstawiciel instytutów badawczych i 1 przedstawiciel państwowych instytutów badawczych wybrani przez Radę Główną Instytutów Badawczych
- 4 studentów wybranych przez Parlament Studentów Rzeczypospolitej Polskiej
- 2 doktorantów wybranych przez Krajową Reprezentację Doktorantów
- 2 przedstawicieli pracowników wybranych przez reprezentatywne organizacje związków zawodowych
- 2 przedstawicieli pracodawców wybranych przez reprezentatywne organizacje pracodawców